# Гофман, Артур
Артур Гофман (нем. Arthur Hoffmann; 10 декабря 1887, Данциг, Пруссия — 4 апреля 1932, Гамбург) — немецкий легкоатлет, серебряный призёр летних Олимпийских игр 1908 года.
На Играх 1908 года в Лондоне Гофман участвовал в четырёх дисциплинах. Вместе со своей командой он занял второе место в смешанной эстафете. Также, он стал 15-м в прыжке в длину, и участвовал в первом раунде в забегах на 100 и 200 м, но не прошёл дальше.